# Зебергс, Эрнест Фрицевич
Эрнест Фрицевич Зебергс (латыш. Ernests Zēbergs; 1896 год, Курляндская губерния — июль 1971 года) — звеньевой совхоза «Окте» Министерства совхозов СССР, Талсинский уезд Латвийской ССР. Первый в истории Латвийской ССР, награждённый званием Героя Социалистического Труда (апрель 1948).

## Биография
Родился в 1896 году в крестьянской семье в одном из населённых пунктов Курляндской губернии. С 1944 года трудился в совхозе «Окте» Талсинского уезда. В 1946 году назначен звеньевым полеводческого звена в этом же совхозе.
В 1947 году звено Эрнеста Зебергса собрало в среднем по 30,32 центнера ржи с участка площадью 8,5 гектара. Указом Президиума Верховного Совета СССР от 26 апреля 1948 года удостоен звания Героя Социалистического Труда «за получение высокого урожая ржи при выполнении совхозом плана сдачи государству сельскохозяйственных продуктов в 1947 году и обеспеченности семенами зерновых культур для весеннего сева 1948 года» с вручением ордена Ленина и золотой медали Серп и Молот.
С 1954 по 1971 года совхоз возглавлял Герой Социалистического Труда Пётр Гераасимович Медведев. В этом же совхозе трудились Герои Социалистического Труда бригадир полеводческой бригады Фриц Индрикович Калнс, звеньевой полеводческого звена Янис Херманис (награждён в апреле 1949 года) и скотник Антон Антонович Катковский (награждён в апреле 1949 года).
Трудился в совхозе до выхода на пенсию. Умер в июле 1972 года.